# Roupage
Roupage est un hameau de la ville belge de La Roche-en-Ardenne située en Région wallonne dans la province de Luxembourg.
Avant la fusion des communes de 1977, Roupage faisait partie de la commune d'Ortho.

## Situation
Implanté en promontoire sur une colline bordée au nord et au sud par deux petits ruisseaux, ce hameau ardennais se situe dans un environnement de prairies, de haies et de bosquets. Il domine les hameaux de Buisson et Thimont situés plus bas à proximité de ces ruisseaux.
La Roche-en-Ardenne se trouve à 7 km au nord-ouest.

## Description
Hameau aux habitations éparses, Roupage compte quelques anciennes fermes et fermettes en long du XIXe siècle et du début du XXe siècle bâties en pierre du pays (grès).

## Patrimoine
La chapelle de la Sainte-Famille a été bâtie dans la première moitié du XXe siècle en moellons de grès. L'encadrement de la porte en brique forme un arc brisé.